# BankAxept
BankAxept är ett norskt betalsystem med debetkort, ett betalkort där pengar dras från ett bankkonto när kortinnehavaren betalar. De flesta butiker i Norge, över hundratusen, är anslutna till BankAxeptsystemet, och betalningsmetoden har blivit den mest använda i landet. Innehavare av kort som är anslutet till BankAxept, kan också ta ut kontanter i bankautomater och butiker. Alla norska banker erbjuder bankkort med BankAxept. Tjänsten lanserades 1991.